# Novotaimàssovo
Novotaimàssovo (en rus: Новотаймасово) és un poble de Baixkíria, a Rússia, que en el cens del 2010 tenia 579 habitants. Pertany al districte de Iermolàievo.